# 长乐乡 (花垣县)
长乐乡，是中华人民共和国湖南省湘西土家族苗族自治州花垣县下辖的一个乡镇级行政单位。

## 行政区划
长乐乡下辖以下地区：
谷坡村、桃花坪村、惹坝村、那光村、卧岔那村、鸭八溪村、长潭村、团岩坪村、米迫村、泽落坪村、跃马卡村、打落坪村、纳吾车村、黄连沟村、王善坪村、水坪村、老后坪村和雀儿庄村。